# Río Lez
El río Lez es un corto río del suroeste de Francia. Nace en los Pirineos, en la cumbre de Maubermé, en el departamento de Ariège, pasa por la localidad de Castillon-en-Couserans y desemboca en el río Salat, a la altura de Saint-Girons.
- Datos: Q247124
- Multimedia: Lez River (Ariège) / Q247124